# Sängerkrieg

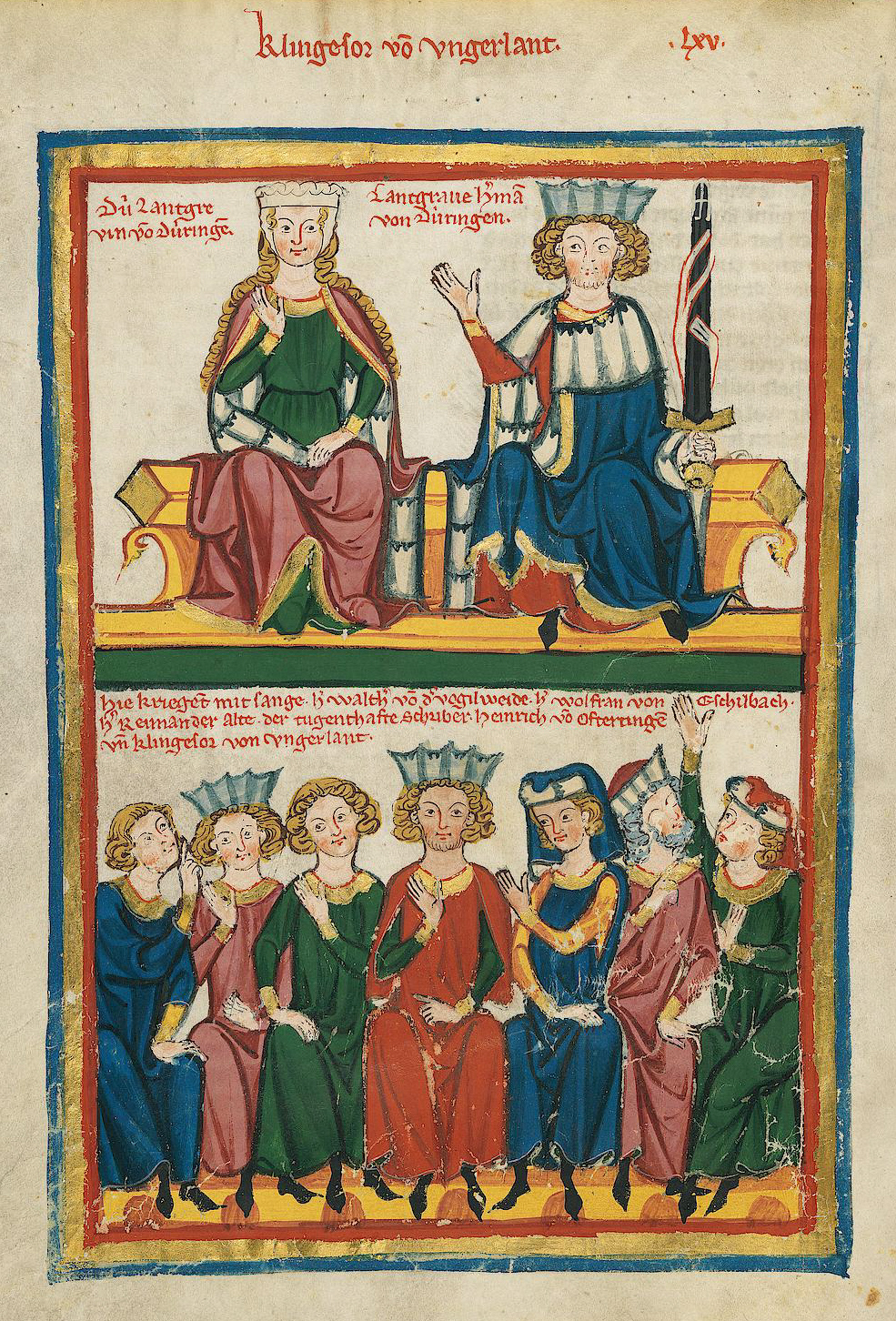
Ilustración del Sängerkrieg en el Codex Manesse.

El Sängerkrieg (Concurso de ministriles), también denominado Wartburgkrieg (Concurso de Wartburg) fue una competición entre juglares (minnesänger) acontecida en el castillo de Wartburg en 1207.
Desde finales de la Edad Media hasta la actualidad se ha debatido si el concurso fue puramente ficción o si tuvo alguna base real. Los historiadores locales de Turingia, como Dietrich von Apolda y Johannes Rothe, en los siglos XIV y XV respectivamente, sugirieron que los poemas se referían a un acontecimiento histórico real. En el siglo XIX, el historiador Johann Karl Friedrich Rinne argumentó que los hechos nunca ocurrieron.

## Relatos medievales del Sängerkrieg
Los poemas del Sängerkrieg forman una importante colección de literatura del alto alemán medio y reflejan el florecimiento literario en la corte del conde Hermann I a principios del siglo XIII. Se alega que en el concurso participaron juglares tanto históricos (Wolfram von Eschenbach y Walther von der Vogelweide) como ficticios (Klingsor de Hungría y Heinrich von Ofterdingen). Reinmar von Zweter, un minnesänger histórico, figura anacrónicamente entre los participantes de dicho concurso.
Las canciones de la Wartburgkrieg no se han descubierto en su formato original, pero se pueden encontrar varias versiones en los grandes Liederhandschriften de finales de la Edad Media  como el Codex Manesse, el Jenaer Liederhandschrift o el Kolmarer Liederhandschrift. El poeta y escritor Karl Joseph Simrock tradujo al alemán moderno una colección de poemas líricos titulada Der Sängerkrieg auf der Wartburg, escrita entre 1240 y 1260 y publicada en 1858.

## Historia del Sängerkrieg
Los relatos poéticos más antiguos, que datan del siglo XIII, describen episodios específicos del concurso, como el Fürstenlob y el Rätselspiel.
El Fürstenlob («alabanza principesca») fue un concurso entre seis juglares: Heinrich von Ofterdingen, Walther von der Vogelweide, Biterolf, Reinmar von Zweter, Wolfram von Eschenbach y Heinrich Schreiber. Los seis cantantes fueron presentados ante el conde y la condesa de Turingia, para determinar quién sabía cantar mejor una alabanza a un príncipe. Heinrich von Ofterdingen fue el más elocuente, pero se ganó la envidia de los demás juglares, quienes lo engañaron para que se ganara la pena de muerte. Ofterdingen obtuvo la protección de la condesa Sofía de Wittelsbach y un indulto de un año, durante el cual fue a Hungría y buscó la ayuda del hechicero Klingsor. Heinrich y Klingsor regresaron a Turingia para reanudar la contienda.
El Rätselspiel («juego de misterio») fue el posterior duelo poético entre Wolfram von Eschenbach y el hechicero húngaro Klingsor. Wolfram demostró ser capaz y elocuente, y cuando Klingsor se cansó, convocó a un demonio para continuar el duelo. Cuando Wolfram comenzó a cantar los misterios cristianos, el demonio no pudo responder y Wolfram von Eschenbach fue el vencedor del combate.

## El Sängerkrieg en la literatura moderna
La historia del Sängerkrieg en la literatura moderna figura en escritos del siglo XVIII con la obra Wiederentdeckung des Mittelalters («Redescubrimiento de la Edad Media») de Johann Jakob Bodmer, que contenía un relato dedicado al Sängerkrieg. El interés por los juglares creció en popularidad, como lo demuestra la publicación consagrada a Heinrich von Ofterdingen, redactada por Novalis en 1802. Si bien Novalis no describió el Sängerkrieg en sí, el evento fue central en Der Kampf der Sänger (1818) de E. T. A. Hoffmann. También se puede encontrar un relato del concurso en Deutsche Sagen (1816) de los hermanos Grimm. Una de las interpretaciones más famosas es Tannhäuser und der Sängerkrieg auf Wartburg (1845) ópera de Richard Wagner. Wagner fue el primero en fusionar la leyenda del caballero Tannhäuser con el Sängerkrieg. En la versión de Wagner, la Sängerkrieg está completamente subordinada a la historia de Tannhäuser y al tema de la liberación (Erlösung). El hechicero mítico Klingsor[a], como adversario de la convicción cristiana, es la figura que hizo posible la combinación de estas historias, porque también podía encarnar las mismas fuerzas demoníacas que habían atrapado a Tannhäuser bajo el hechizo de Venus.
A principios del siglo XIX, Wartburg resurgió como un símbolo cultural alemán y los trabajos de restauración comenzaron en 1838. Como parte de esta restauración, Moritz von Schwind pintó frescos en varias partes del castillo de Wartburg entre 1854 y 1856. El fresco del concurso de juglares (Sängerstreitfresko) es el mayor de ellos, haciendo creer al espectador que realmente está presenciando el acontecimiento. La inscripción reza: «En esta sala se celebró el concurso de canto el 7 de julio de 1207, con motivo del natalicio de Santa Isabel». («In diesem Saale wurde der Sängerstreit gehalten den 7ten Juli 1207, dem Geburtstag der Heil. Elisabeth»).

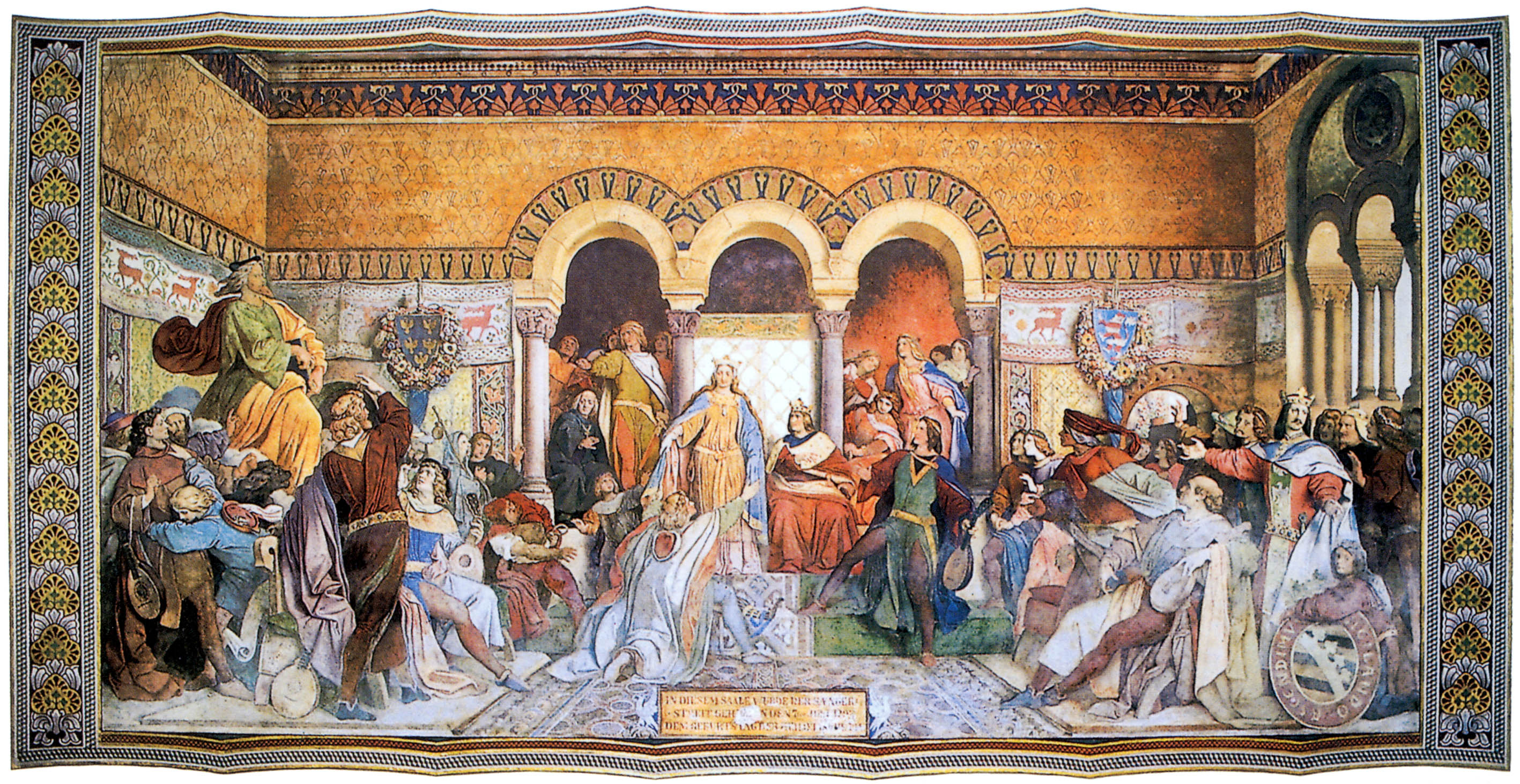
Mural de Moritz von Schwind en el castillo de Wartburg (Sängerkrieg auf der Wartburg).